# Asientos (Aguascalientes)
Pour les articles homonymes, voir Asientos.
Asientos est une municipalité de l'État d'Aguascalientes, au Mexique. Elle couvre une superficie de 547,22 km2 et compte 46 464 habitants en 2015.